# Psychedelia (filme)
Psychedelia é um documentário estadunidense da Hard Rain Films de 2015, que foi lançado em uma versão revisada e atualizada em 2021. O filme discute a história das drogas psicodélicas e sua capacidade de produzir experiências místicas. O papel terapêutico dessas drogas é considerado, e estudos de pesquisa controlados conduzidos antes da década de 1960, numa época em que tais drogas eram consideradas algumas das descobertas mais promissoras no campo da psiquiatria, são discutidos. Vários usuários participantes do estudo são entrevistados. O filme foi vencedor de melhor documentário no Festival Internacional de Cinema de Nova Jérsei, e foi uma seleção oficial no Festival Internacional de Documentários do Sul de Utah (DOCUTAH) e no Festival de Cinema de Orlando.

## Participants
O documentário é narrado por Stephanie Willing e inclui os seguintes participantes (em ordem alfabética pelo sobrenome):
- Dinah Bazar – Participante do estudo
- Anthony Bossi, Ph.D. – Faculdade de Medicina da NYU
- Robert Cohen, Ph.D. – Universidade de Nova Iorque
- Gale Cowan – Participante do estudo
- Rick Doblin, Ph.D. – Fundador do MAPS
- Nick Fernandez – Participante do estudo
- Ingmar Gorman, Ph.D. – Psicólogo
- Charles S. Grob, MD – Psiquiatra, UCLA
- Jeffrey Guss, MD – Faculdade de Medicina da NYU
- Julie Holland, MD – Psiquiatra
- Mathew Johnson, Ph.D. – Faculdade de Medicina da Universidade Johns Hopkins
- Herbert Kleber, MD – Instituto Psiquiátrico do Estado de Nova Iorque
- Katherine MacLean, Ph.D. – Cientista pesquisadora
- Stephen Ross, MD – Faculdade de Medicina da NYU
- Rob Sweeney – Participante do estudo
- Estalyn Walcoff – Participante do estudo